# Districtul Kaeng Hang Maeo
Kaeng Hang Maeo (în thailandeză แก่งหางแมว) este un district (Amphoe) din provincia Chanthaburi, Thailanda, cu o populație de 36.453 de locuitori și o suprafață de 1.254,1 km².

## Componență
Districtul este subdivizat în 5 subdistricte (tambon), care sunt subdivizate în 62 de sate (muban).
| Nr. | Nume            | În thailandeză | Sate | Locuitori |  |
| --- | --------------- | -------------- | ---- | --------- |  |
| 1.  | Kaeng Hang Maeo | แก่งหางแมว      | 21   | 8,395     |  |
| 2.  | Khun Song       | ขุนซ่อง          | 17   | 10,671    |  |
| 3.  | Sam Phi Nong    | สามพี่น้อง        | 9    | 5,345     |  |
| 4.  | Phawa           | พวา            | 12   | 9,086     |  |
| 5.  | Khao Wongkot    | เขาวงกต        | 3    | 2,956     |  |